# 細川不凍
細川 不凍（ほそかわ ふとう、1948年5月13日 -  ）は、日本の川柳作家。

## 経歴
北海道石狩郡当別町生まれ。
1964年、札幌市立陵北中学校を卒業して、北海道札幌南高等学校へ進学。翌年、海での飛び込み事故で、第七頸椎を脱臼骨折、手足が不自由になる。担任の勧めで川柳を始める。1967年、同校通信教育部（現北海道有朋高等学校）に編入、1970年、卒業。同年、18歳から23歳までの作品をまとめ、第一句集『青い実』を刊行。
1974年、「川柳道産子」創刊に参加。1983年、第1回川柳Z賞を受賞。1987年、第二句集『雪の褥』を刊行、川柳Z賞の選者となる。1993年、「現代川柳新思潮」創刊に参加。2005年、『セレクション柳人 細川不凍集』を刊行。

## 著書
- 句集『青い実』　工都叢書刊行会、1970年
- 句集『雪の褥』　かもしか川柳文庫刊行会、1987年
- 選集『セレクション柳人 細川不凍集』　邑書林、2005年